# 1537 Transylvania
1537 Transylvania è un asteroide della fascia principale del diametro medio di circa 13,77 km. Scoperto nel 1940, presenta un'orbita caratterizzata da un semiasse maggiore pari a 3,0433280 UA e da un'eccentricità di 0,3037882, inclinata di 3,86140° rispetto all'eclittica.
L'asteroide è dedicato alla regione della Transilvania, nell'odierna Romania, ma in territorio ungherese alla nascita dello scopritore.